# Ouachita Mountains

Reliefkarte der Ouachitas

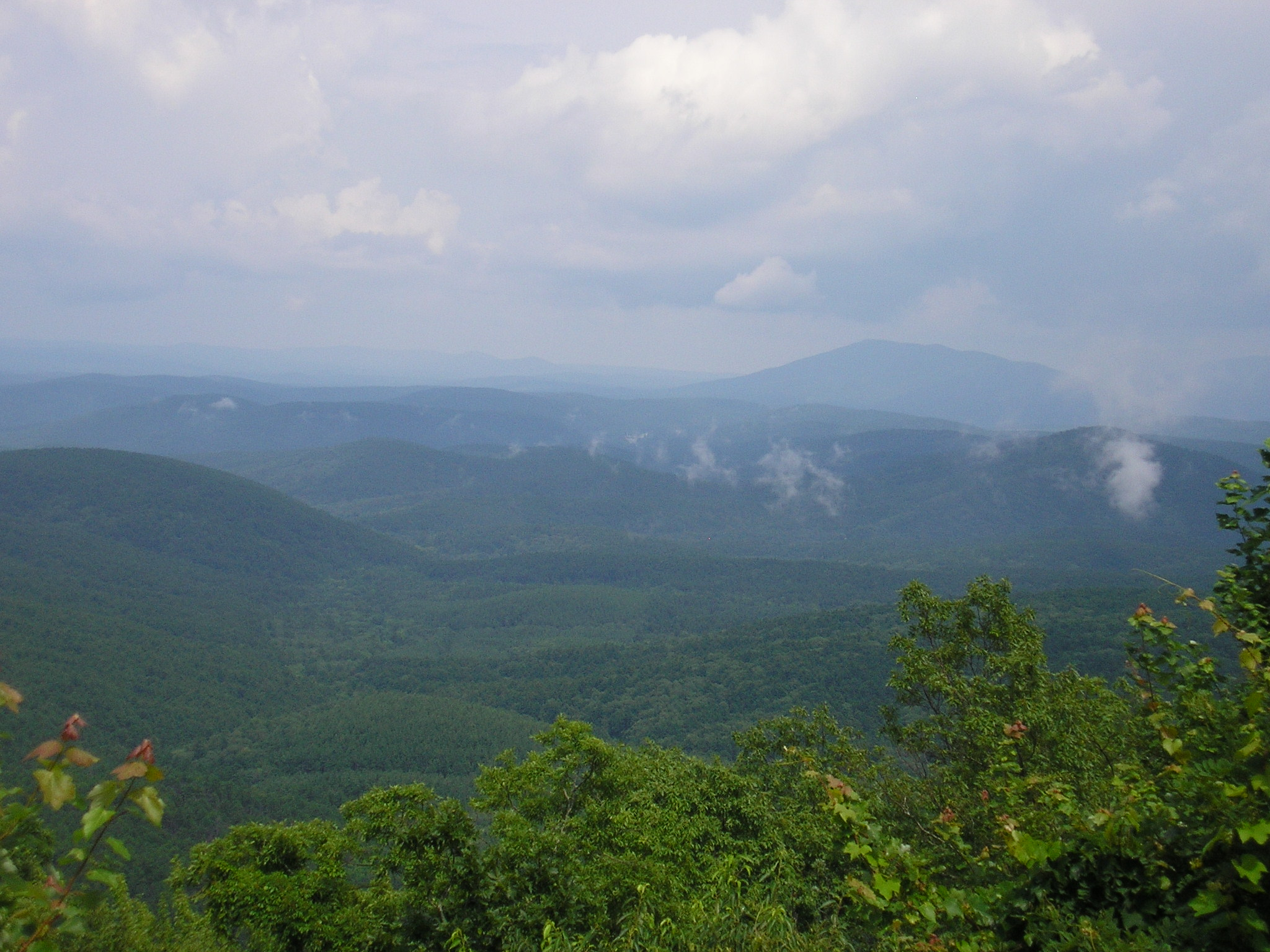
Ouachita Mountains in Oklahoma

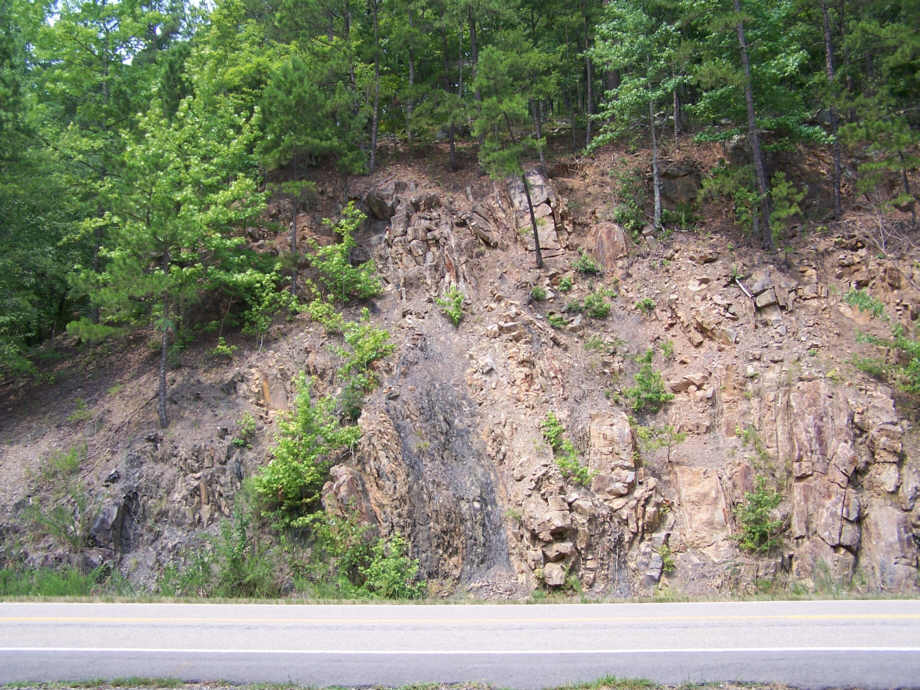
Steilstehende Quarzite und Tonschiefer an der Ostflanke der Ouachitas

Die Ouachita Mountains oder auch Ouachitas (Aussprache [wɑˈʃiɾə], „wah-chi-tah“) sind eine Bergkette im westlichen Zentral-Arkansas und im südöstlichen Oklahoma (Kiamichi Country). Unter der Oberfläche setzen sie sich möglicherweise bis nach Zentral-Texas fort, vielleicht sogar noch weiter bis zum Marathon Uplift. Zusammen mit den Ozark Mountains bilden die Ouachita Mountains den Bereich der U.S. Interior Highlands, dem einzigen größeren bergigen Gebiet zwischen den Rocky Mountains im Westen und den
Appalachen im Osten. Ihr höchster Gipfel ist der Mount Magazine mit einer Höhe von 839 m.

## Geologie und Oberflächengestalt
Die Ouachita Mountains sind Teil der physiogeographischen Region Ouachita, die sowohl die Ouachita Mountains als auch das Tal des Arkansas River umfasst und wiederum Teil der größeren U.S. Interior Highlands ist.
Die Ouachita Mountains sind ein altes Faltengebirge, ähnlich wie die Appalachen weiter im Nordosten. Beide Gebirgszüge hingen vor mehr als 250 Millionen Jahren zusammen und waren selbst Teil eines noch weit ausgedehnteren Gebirgsgürtels. Während des Pennsylvaniums (Oberkarbon), etwa 300 Millionen Jahre vor heute, waren Nordamerika und Europa zu einem Großkontinent vereint, der Laurussia genannt wird. Die Naht verlief hierbei zwischen dem heutigen Norwegen und Grönland. Die Küstenlinie des Vorgängers des heutigen Golfs von Mexiko verlief quer durch Arkansas. Das dem Arkansas-Kontinentalschelf vorgelagerte Ozeanbecken war noch nicht der Atlantik, sondern der sogenannte Rheische Ozean. Durch die Norddrift West-Gondwanas (heute die Südamerikanische Platte) befand sich dort eine Subduktionszone. Die gondwanische ozeanische Kruste wurde unter die weniger dichte kontinentale Kruste am Südrand des Westteils Laurussias geschoben. Die finale Kollision West-Laurussias mit West-Gondwana und die damit verbundene tektonische Deformation der kontinentalen Kruste (Falten und Überschiebungen) wird Ouachita-Orogenese genannt. Sie ist, global betrachtet, nur eine von zahlreichen Gebirgsbildungen im Oberkarbon. Zur Zeit ihrer Entstehung waren die Ouachitas ein Hochgebirge, in der Höhe etwa vergleichbar mit den heutigen Rocky Mountains. Aufgrund des Alters der Ouachitas sind die hohen Gipfel längst abgetragen. Heute sind nur noch niedrige Hügelketten vorhanden, die einst das Innere der Berge bildeten.
Im Gegensatz zu den meisten anderen Bergketten in den Vereinigten Staaten verlaufen die Ouachitas in Ost-West-Richtung anstatt von Norden nach Süden. Darüber hinaus zeichnen sie sich dadurch aus, dass sie keine Vulkanite, Metamorphite und magmatische Intrusivgesteine aufweisen. Bekannt sind sie jedoch für die Vorkommen von Quarzkristallen, die sich rund um die Stadt Mount Ida finden, sowie Lagerstätten des Arkansas Novaculit-Wetzsteins (Arkansasstein).

## Pflanzenwelt
Die Ouachita Mountains bieten Lebensraum für mindestens 15 endemische Pflanzenarten, darunter Sabatia arkansana, Valerianella nuttallii, Liatris compacta und Quercus acerifolia.

## Tourismus
In den Ouachita Mountains liegen sowohl das Waldgebiet Ouachita National Forest und der Nationalpark Hot Springs National Park als auch zahlreiche staatliche Parks und landschaftlich reizvolle Nebenstrecken. Der Ouachita National Recreation Trail, ein etwa 360 km langer Wanderweg durch das Herz der Berglandschaft, verbindet den Talimena State Park in Oklahoma mit dem Pinnacle Mountain State Park in der Nähe von Little Rock, Arkansas. Er ist ein gut unterhaltener Weg für Wanderer und in Teilen auch für Mountainbiker zugänglich.
Während des Sezessionskrieges wurde 1863 in den  Ouachita Mountains die Schlacht von Devil’s Backbone auf dem gleichnamigen Bergkamm ausgefochten.

### Geologie
- James S. Aber: Ouachita Mountains. Kurs GO 568, Structural Geology, Emporia State University, Kansas (englisch)
- James B. Calvert: The Ouachita System. University of Denver, 2003 (englisch)
- The Formation of the Ouachita Mountains. In: Rockhoudingar.com (englisch; zur Geologie).

### Tourismus
- Friends of the Ouachita Trail (FoOT). Verein zur Förderung des Ouachita National Recreation Trail (englisch)
- USDA Forest Service – Ouachita National Forest (englisch)

Koordinaten: 34° 30′ N, 94° 30′ W